# Service de renseignement stratégique
Le Service de renseignement stratégique (SRS, en allemand, Strategischer Nachrichtendienst) est un ancien service secret suisse, fusionné en 2010 avec le Service d'analyse et de prévention au sein du Service de renseignement de la Confédération.

## Historique
Ce service opérait à l'étranger sous la direction du Département fédéral de la défense, de la protection de la population et des sports.
Son parèdre du SAP dépendait, lui, du département de justice et police. Ils étaient connus pour leur manque de collaboration.
En 1999, une enquête est ouverte sur son chef, Fred Schreier, suite à l’affaire Balaisi.

## Personnalités
- Jacques Baud, entre 1983 et 1990, il est membre du Service de renseignement stratégique suisse, en charge des forces du Pacte de Varsovie à l’est du Rideau de fer et dans le monde[5],[6].
- Jürg Bühler, directeur par intérim[7]
- Christian Dussey, ancien analyste[8]
- Claude Covassi, [9]